# John Aasen
John Aasen (Minneapolis, 5 marzo 1890 – Mendocino, 1º agosto 1938) è stato un attore statunitense.

## Biografia
È stato uno degli attori più alti della storia. Sua madre, la norvegese Kristi Danielsen, era alta 2,20 m (ma in seguito si ipotizzò che la sua statura fosse solo 1,88 m). Non è certo chi fosse il padre di John, poiché la Danielsen ne mantenne segreta l'identità per tutta la sua vita. 
Secondo alcune fonti Aasen era alto 2,73 m, ma l'edizione del 1978 del Guinness dei primati segnala che era alto solo 213 cm.
Nel 1922 gli venne offerto un ruolo nel film Perché preoccuparsi?, prodotto da Hal Roach e uscito nel 1923. In seguito recitò in altri film come Growing Pains (1928), Gli uomini sposati devono andare a casa? (1928) con Stan Laurel e Oliver Hardy, dove interpretò un alto e robusto giocatore di golf che prende Stanlio per la giacca e lo getta in una pozza, La tigre del Bengala (1936), Il terrore del circo (1936). Inoltre Aasen prese parte anche a Long Fliv the King (1926), Legionnaires in Paris (1927), Two Flaming Youths (1927), The Sting of Stings (1927), con Charley Chase, e Freaks (1932) di Tod Browning. 
Massone, fu membro della Highland Park Lodge No. 382 di Los Angeles, California.

## Filmografia
- Perché preoccuparsi? (Why Worry?), regia di Fred C. Newmeyer (1923)
- Long Fliv the King, regia di Leo McCarey (1926)
- The Sting of Stings, regia di James Parrott (1927)
- Legionnaires in Paris, regia di Arvid E. Gillstrom (1927)
- Two Flaming Youths, regia di John Waters (1927)
- Say Uncle, regia di Arvid E. Gillstrom (1928)
- Gli uomini sposati devono andare a casa? (Should Married Men Go Home?), regia di Leo McCarey, James Parrott (1928)
- Growing Pains, regia di Robert A. McGowan (1928)
- Rivista delle nazioni (The Show of Shows), regia di John G. Adolfi (1929)
- Freaks, regia di Tod Browning (1932)
- The Rummy, regia di Del Lord (1933)
- Carnival, regia di Walter Lang (1935)
- Il terrore del circo (Charlie Chan at the Circus), regia di Harry Lachman (1936)
- La tigre del Bengala (Bengal Tiger), regia di Louis King (1936)